# Ierse ezel

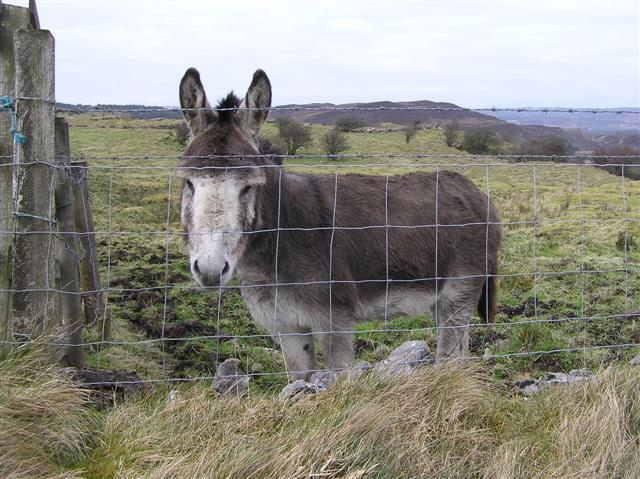
Ierse ezel

De Ierse ezel is een middelgroot ezelras (Equus asinus) dat afkomstig is uit Ierland. Het werd geïntroduceerd in verschillende delen van het Verenigd Koninkrijk, waaronder Engeland, Schotland, Wales en Noord-Ierland. In Engeland wordt de Ierse ezel gehouden in het New Forest door particulieren en in The Donkey Sanctuary in Sidmouth en het Isle of Wight Donkey Sanctuary.
Deze ezels komen voor in veel kleuren, ze kunnen bontgevlekt, grijs, bruin, vos, zwart en wit zijn. Deze ezels hebben in verhouding een groot hoofd en ze hebben een dikke vacht.